# Aloe prinslooi
Aloe prinslooi là một loài thực vật có hoa trong họ Măng tây. Loài này được Verd. & D.S.Hardy mô tả khoa học đầu tiên năm 1965.